# Carang Rejo
Carang Rejo is een bestuurslaag in het regentschap Ponorogo van de provincie Oost-Java, Indonesië. Carang Rejo telt 7366 inwoners (volkstelling 2010).